# Drepanogynis inapplicata
Drepanogynis inapplicata là một loài bướm đêm trong họ Geometridae.